# Verna (Alta Valle Intelvi)
Verna è una frazione del comune comasco di Alta Valle Intelvi posta su una dorsale montuosa a nordest del centro abitato.

## Storia
La località era un piccolo villaggio agricolo di antica origine della Valle Intelvi, da tempo immemorabile unito a Ramponio finché l'imperatrice Maria Teresa non decise di separare le due località.
Verna fu annessa a Scaria su ordine di Napoleone, ma gli austriaci annullarono la decisione al loro ritorno nel 1815 con il Regno Lombardo-Veneto.
Dopo l'unità d'Italia, il paese non diede segni di crescita demografica. Nel 1928 il fascismo decise la fusione del comune di Verna con il limitrofo comune di Ramponio, formando il nuovo comune di Ramponio Verna, che a sua volta nel 2017 confluì in Alta Valle Intelvi.

## Monumenti e luoghi d'interesse

### Architetture religiose

#### Chiesa di Sant'Ambrogio
A nord-est dell'abitato di Verna si trova la chiesa di Sant’Ambrogio, che si presenta con un pronao Ottocentesco ma è di origini romaniche, come testimoniato dal testamento di un chierico del 1186 e da un affresco Duecentesco del volto di Cristo che sormonta il portale d'ingresso. L'intitolazione della chiesa, parrocchiale dal 1640, sarebbe da attribuire a un'antica dipendenza dal monastero benedettino situato presso la basilica di Sant'Ambrogio a Milano. Nel XVII secolo, la chiesa fu oggetto di rilevanti interventi di ristrutturazione.
Edificio a navata unica, la chiesa presenta una volta in pietre quadre che rimandano alle tecniche costruttive dei Maestri Antelami. L'abside e le quattro cappelle laterali vennero invece costruite nel Settecento.
All'interno, la chiesa conserva un altare maggiore del 1757 e un pulpito dello stesso periodo, entrambi realizzati da Francesco Solari; il padre Pietro Solari è invece l'autore delle scagliole che ornano gli altari laterali. L'altare maggiore conserva inoltre una pala del primo Settecento, raffigurante una Vergine col Bambino e sant’Ambrogio, opera attribuita a Carlo Innocenzo Carloni. Dipinti relativi a quest'ultimo santo si ritrovano anche sulle pareti e sulla volta del presbiterio. 

#### Oratorio di Sant'Antonìo ai monti
A monte del centro di Verna si trova l'oratorio di Sant'Antonio, costruita nel XVIII secolo da Francesco Solari.
Esternamente, la chiesetta si presenta come un edificio preceduto da portico e sormontato da un tiburio circolare.
All'interno si conservano numerosi stucchi, scagliole e affreschi, tra i quali una raffigurazione di Sant'Antonio da Padova affrescata nella volta del tiburio. L'oratorio conserva inoltre un gruppo scultoreo dell'altare maggiore e, sotto l'altare, una Deposizione attribuiti allo scagliolista Pietro Solari.

#### Cappelletta detta “della Madonna della nostra bandiera”
Dedicata alla Madonna di Lourdes, la cappelletta deve il suo nome ad alcuni soldati che, durante la Prima guerra mondiale, mentre erano impegnati nella costruzione di opere difensive decisero di edificare un'edicola votiva lungo la strada verso la località Caslè. Furono gli stessi militari a dedicare la cappelletta alla “Madonna della nostra bandiera".

## Cultura
Museo Piero Gàuli

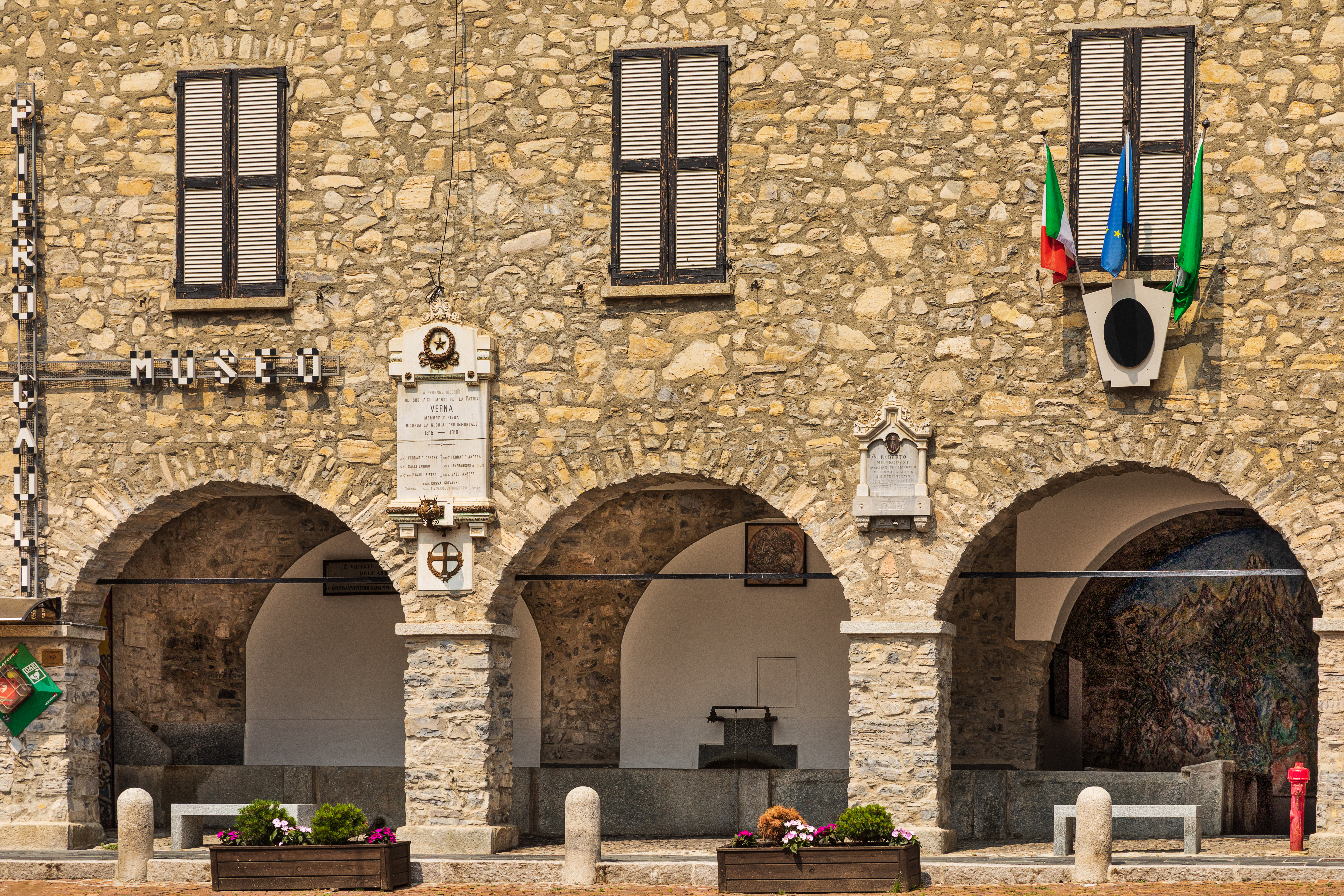
Esterno del Museo Gauli a Verna

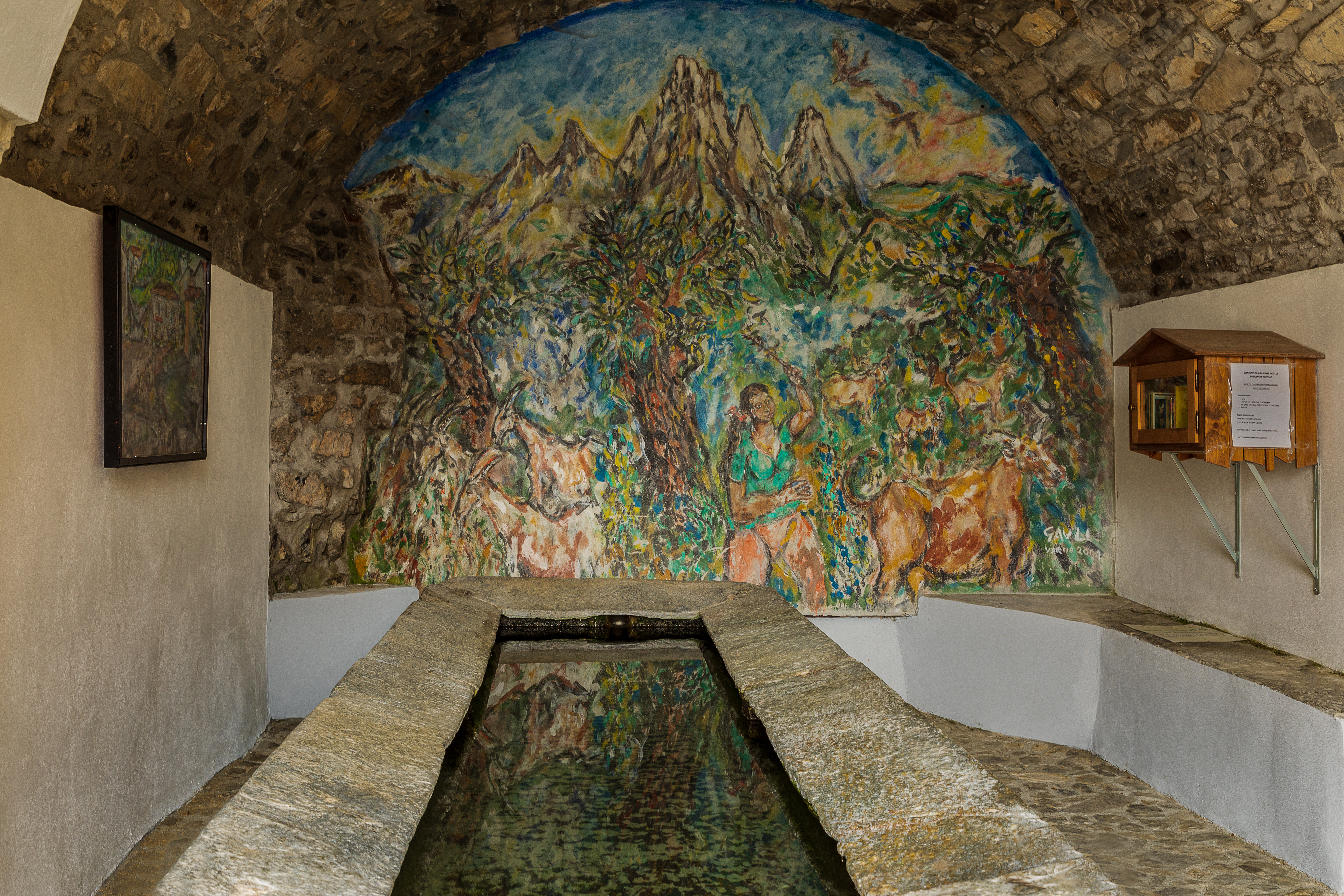
Opera nel Museo Gàuli

Dal 2003, un museo conserva numerose opere donate al comune dall'artista Piero Gàuli, che in Verna aveva uno studio attiguo alla casa del padre, originario del luogo. Tra le opere visibili nel museo spiccano:
- i dipinti del ciclo Re Fame, ispirati al dramma di Andreev[13];
- opere sulla Storia e la vita dell’artigliere alpino sottotenente Piero Gauli, realizzati in parte sul fronte del Don e in parte, come i cosiddetti Disegni Verdi (1943), nel campo di prigionia di Cholm in Polonia[13];
- ceramiche del periodo umbro e romano[13].

Altri affreschi e tavole di progettazione del Gàuli sono visibili nel porticato del lavatoio, nella casa paterna e nello studio ad esso attiguo.